# Cimetière de Dannemois
Le cimetière de Dannemois est un cimetière situé à Dannemois en Essonne. On y trouve notamment la tombe du chanteur Claude François.

## Description
Le cimetière est situé au no 1, rue de la Messe.

## Historique
Le 15 mars 1978 les obsèques de Claude François attirèrent au cimetière de Dannemois environ 1 500 personnes. Depuis cette date, les admirateurs se rendent toujours aussi nombreux pour lui rendre hommage.
En 2013, sa tombe est vandalisée.
En décembre 2018, la statue de Claude François et le buste de sa mère Chouffa sont provisoirement retirés pour être nettoyés et restaurés, et sont remis le 9 mars 2019.